# Betscheuma minutum
Betscheuma minutum är en mångfotingart som beskrevs av Jean-Paul Mauriès 1997. Betscheuma minutum ingår i släktet Betscheuma och familjen Pygmaeosomatidae. Inga underarter finns listade i Catalogue of Life.